# Castillo de Nemours
El castillo de Nemours, en francés Château de Nemours, es una de las residencias reales y monumento nacional francés. Está localizado en la ciudad de Nemours, departamento de Sena y Marne, en el norte de Francia.
Este sitio consiste en primer lugar en una fortaleza construida en el siglo XII en la orilla izquierda del Loing, al nivel de un antiguo vado y en el cruce de dos potencias enemigas en ese momento: el reino de Francia y el condado de Champagne. Este edificio es uno de los pocos castillos de la ciudad de Isla de Francia que sobrevive en la actualidad. A diferencia de los castillos construidos al mismo tiempo, escapó al desmantelamiento por parte de la realeza gracias a la relación privilegiada de los Señores de Nemours con él.
Transformado en un museo de bellas artes en 1901, alberga una rica colección de más de 20 000 obras. El museo cuenta con una notable colección de artes gráficas (estampas, dibujos, grabados) y fotografías, así como pinturas y esculturas emblemáticas del arte de la segunda mitad del siglo XIX y principios del XX.